# آدریانو (بازیکن فوتبال، زاده ۱۹۸۲)
آندریانو پریرا دا سلیوا (به پرتغالی: Adriano Pereira da Silva) مدافع اهل برزیل است که در شهر سالوادور و در تاریخ ۳ آوریل ۱۹۸۲ به دنیا آمده‌است.
آندریانو پریرا دا سلیوا در تیم‌های فوتبال گرمیو ، پالرمو، آتالانتا، موناکو سابقهٔ حضور دارد. این بازیکن همچنین در سال، 2003 برای، Brazil U-20 به میدان رفته‌است 